# Port-Louis (Guadalupe)
Port-Louis, llamada en criollo Pòlwi, es una comuna francesa situada en el departamento de Guadalupe, de la región de Guadalupe. 

## Situación
La comuna está situada en el noroeste de la isla guadalupana de Grande-Terre.

## Toponimia
Fundada con el nombre de Pointe d'Antiques, paso a denominarse con el nombre actual en homenaje al rey francés Luis XIV, siendo renombrado durante la revolución francesa como Port Libre y recuperando su actual nombre en el siglo XIX.

## Economía
El turismo es una de las actividades económicas más importantes. Entre los atractivos turísticos de la región, se encuentran las playas y la observación de la fauna marina. También revisten interés, las antiguas instalaciones utilizadas en el procesamiento de caña de azúcar.

## Barrios y/o aldeas
Beauplan, Beauport, Bellevue, Belin, Belthier, L'Ermitage, Goguette, Lallanne, Monroc, Pelletan, Philipsbourg, Pichon, Pierre-Ferraye, Port-Aubin, Pouzzole, Rodrigue, Sainte-Pierre y Sylvain.

## Demografía
| Gráfica de evolución demográfica de Port-Louis (Guadalupe) entre 1961 y 2012 |
|                                                                              |

Fuente: Insee

## Comunas limítrofes
| Noroeste: Mar Caribe | Norte: Mar Caribe | Noreste: Anse-Bertrand            |
| Oeste: Mar Caribe    |                   | Este: Anse-Bertrand y Petit-Canal |
| Suroeste Mar Caribe  | Sur: Mar Caribe   | Sureste: Petit-Canal              |